# Oscar Escobar
Oscar Manuel Escobar (Buenos Aires, Argentina; 11 de abril de 1935 - Ibídem; 13 de noviembre de 2016) fue un actor argentino de cine y teatro.

## Carrera
Actor de reparto de indudable presencia escénica, Escobar demostró su vocación para la actuación desde muy joven. Comenzó primero en el teatro porteño a mediados de la década de 1970 en decenas de obras y espectáculos.
En cine fue convocado para actuar en la película El desquite en 1983, de Juan Carlos Desanzo, con Rodolfo Ranni, Julio De Grazia y Ricardo Darín. Luego hizo La amiga en 1989, bajo la dirección de Jeanine Meerapfel, junto a Cipe Lincovsky, Federico Luppi, Lito Cruz y Liv Ullmann. También en la década del '80 estuvo en el cortometraje El cuervo, dirigida por Carlos Rosendo Quiroga, con Cristina Fernández, Francisco Angione, Henya Johnson y Gabriela Sorbi.
En teatro se destacan su papel protagónico en Los días felices de Samuel Becket, junto a Juana Hidalgo, con dirección de Alfredo Alcón y Los justos con Elena Petraglia y Eduardo Santoro, ambas obras en el Teatro San Martín. En 2015, participó de la presentación de la novela de Hugo Barcia Las sombras cardinales de Porficio, interpretando fragmentos del libro junto a Alfredo de Vita, Luciana Bellini y Marcelo Barretto.  En ese año formó parte del Taller de Canto de Mariana Clusella, dictado en la Asociación Argentina de Actores, presentando el espectáculo musical Deje que entre el sol junto a Ale Fidalme, Fidel Araujo, Laura Insúa, Leonel Mese, entre otros.
Escobar falleció de causas naturales a los 81 años de edad. Sus restos descansan en el panteón de actores (afiliado a esa entidad desde hacía 43 años) del Cementerio de la Chacarita. Estuvo casado hasta su muerte con la actriz Cristina Fernández.

## Filmografía
- 1989: La amiga.
- 1983: El desquite.
- 1980: El cuervo (cortometraje)

## Teatro
- Los días felices.
- Las sombras cardinales de Porficio
- Deje que entre el sol
- Los juntos